# 김성민 (1987년)
김성민(한국 한자: 金聖民, 1987년 5월 11일 ~ )은 대한민국의 축구 선수이며, 포지션은 공격수이다.